# Hasan Ali Kaldırım
Hasan Ali Kaldırım, född 9 december 1989 i Neuwied, Västtyskland, är en turkisk-tysk mittback som spelar för Kayserispor.

## Karriär
I augusti 2020 värvades Kaldırım av İstanbul Başakşehir, där han skrev på ett treårskontrakt. I februari 2023 värvades Kaldırım av Ankaragücü.
I september 2023 återvände Kaldırım till Kayserispor, där han skrev på ett tvåårskontrakt.